# Château du Bordage
Le château du Bordage est un ancien château à motte du XIIIe siècle qui se dresse sur la commune d'Ercé-près-Liffré dans le département d'Ille-et-Vilaine et la région Bretagne.
Le château avec le logis en totalité, la tour de l'Orient et la tour aux chiens en totalité, les deux rabines du nord ainsi que l'ensemble de l'assiette des parcelles AC 6 à 8, 11 à 20, 48 à 51 font l’objet d’une inscription au titre des monuments historiques par arrêté du 11 septembre 2012,. Cette protection a été étendue au porche d'entrée et aux communs (ferme) par arrêté du 10 juin 2020.

## Situation
Le château du Bordage est situé dans le département français d'Ille-et-Vilaine sur la commune d'Ercé-près-Liffré.

## Histoire
L'Histoire du Château du Bordage est associée à deux grandes familles :
La Famille de Montbourcher, jusqu'à la révolution en 1793.
La Famille d'Yves Guyot, jusqu'en 1957.

Dans la noblesse bretonne figurait la très illustre Maison de Montbourcher originaire de Vignoc dont le vieux manoir fut abandonné au 14e siècle pour le manoir du Bordage.
Le premier seigneur du Bordage connu est Renaud Ier de Montbourcher, auquel en 1312 le Duc de Bretagne accorda les droits d’usage dans ses forêts de Rennes et de Liffré. Parmi les plus illustres seigneurs de Montbourcher, on peut citer Renaud qui fut Garde des Sceaux du Duc de Bretagne ; Renaud II, compagnon de du Guesclin ; Bertrand de Montbourcher, chambellan du Duc de Bretagne en 1426 ; René III qui fut tué en 1488 à la Rencontre de Saint-Aubin-du Cormier : défaite du Duc de Bretagne dont découla en 1532 le rattachement de la Bretagne à la France. René IV de Mont- boucher (1499) fut gouverneur de Rennes et Lieutenant Général de Bretagne. René VII de Montbourcher obtint de Louis XIV en 1656 l’érection en Marquisat de sa Seigneurie du Bordage. Le château du Bordage est un château fort jusqu’au XVIIe siècle.
D’autre part signalons une caractéristique historique du château. Celui-ci fut en effet un centre du protestantisme de 1563 jusqu’en 1701. Citons René VI de Montbourcher, de « la religion prétendue réformée » qui se distingua durant les guerres de Religion. Après une période de tolérance pour la religion protestante, le roi de France Louis XIV décida de l’interdire. Sous les menaces, René VIII de Montbourcher abjura le protestantisme et devint officiellement catholique.
En 1789, la Révolution Française éclata et René-François de Montbourcher émigra. Le Château du Bordage fut confisqué par l’État puis vendu 10 000 livres le 4 mai 1793 à M. Julien Guyot (qui devint le premier maire d’Ercé). La famille Guyot conserva le Château du Bordage jusqu’en 1957. Aujourd'hui le château est une propriété privée.

## Description
Avant sa destruction à la fin du XVIIIe siècle, le château fort du Bordage présentait toutes les caractéristiques des « châteaux philippiens ». La tour maîtresse isolée et bâtie après 1229 ayant repris ici l'ancienne tour sur motte de la fortification primitive
L’emplacement fut choisi au bord d’une rivière et non sur une hauteur comme cela se faisait souvent à l’époque. La rivière, l’Illet, même si elle n’est pas profonde, a l’avantage de pouvoir alimenter les fossés ou les étangs qui formaient une des défenses du château.
Seule la partie nord du château demanda des fortifications importantes. En effet, le reste du bâtiment était protégé par une colline et des terres inclinées.
Z (sur le plan) la butte : La base schisteuse de la butte est naturelle. Il est possible qu’elle ait servi d’avancée ou alors elle constituait la motte féodale où devait être construit le château en bois. En tout cas, elle était baignée, au moins sur un côté, par la rivière.
P (sur le plan) les galeries : Il n’a pas été trouvé de documents donnant la date de construction ni des galeries, ni du portail dit « la voûte ». Ce portail est encore intact. Son ornementation est faite de granit et d’ardoise. Il est très possible que les galeries et la voûte n’aient été construites que sous Henri IV (1589 – 1610) et ce, un peu avant que le château n’atteigne tout son éclat.
Le donjon et ses dépendances appartenaient au premier château qui devait être moins grand que celui qui fut complété à la fin du XVe siècle. Son périmètre approchait un hectare sans compter le jardin. Il était fortifié et les grosses tours qui défendaient la partie nord étaient postérieures à l’invention de l’artillerie.
Voici la description du château tel qu’il était en 1656 d’après le procès-verbal d’état des lieux lors de l’érection du Bordage en marquisat (résumé de Guillotin de Corson et plan dessiné par Paul Sébillot en 1891).
Au nord du château quatre longues et larges avenues d’arbres aboutissaient à une grande place occupée par un jeu de paume et un manège ; tout près étaient les douves ou fossés d’environ 20 mètres de largeur. À l’entrée du Bordage « un pont dormant » de 18 mètres de longueur, fermé d’un bout par une herse et de l’autre par deux ponts-levis attachés au portail, principale entrée du château. Sur le portail étaient sculptés huit écussons. Le portail faisait partie de la courtine nord (muraille) du château terminée par deux grosses tours de 23 mètres de hauteur bâties de pierres de taille.
Le Bordage formait en effet un grand carré défendu de tours à chacun de ses angles, plus un donjon et une sixième tour au milieu de la muraille ouest, servant de magasin de guerre et pleine de mousquets, boulets de canon, pour la défense du château. Une septième tour contenait l’horloge de la forteresse, enfin une huitième et dernière tour renfermait une poterne (petite porte pour les piétons) avec un petit pont-levis du côté des jardins. L’épaisseur des murs des tours atteignaient 6 mètres.
Le donjon était une grosse tour composée de cinq étages avec des grandes chambres. Cette tour avec ses mâchicoulis, défendait le château du côté du midi ainsi qu’une grande douve de 20 mètres de largeur remplie d’eau.
L’enceinte fortifiée du Bordage était divisée intérieurement en deux parties par les écuries et bâtiments de service on appelait avant-cour la portion avoisinant le grand portail ; dans la cour proprement dite se trouvait le logis seigneurial composé de « caves, cuisines, offices, salles hautes et basses, chambres, antichambres et cabinets, richement meublés avec leurs alcôves et estrades, faisant six appartements complets et parfaits ». Le logis était accompagné d’une galerie de 45 m de longueur et de 7 m de largeur, à trois étages. Au rez-de-chaussée une galerie à portique, au 1er étage, 12 fenêtres.
D’après la tradition, cette galerie conduisait au prêche huguenot qui avait au XVIe siècle remplacé la chapelle des premiers sires de Montbourcher. Enfin, au milieu de cette cour d’honneur, jaillissait « un jet d’eau dans son bassin de pierres de taille ». Dans la basse-cour existait une ferme.

Tout le château était cerné de fossés remplis par les eaux de l’Illet, ce qui augmentait encore la fortification de la place dont l’ensemble ne comprenait pas moins d’1,3 ha. De cette importante construction féodale, il reste, aujourd’hui, la base de deux tours ruinées, des parties de l’ancien logis seigneurial, de la muraille nord et des douves.

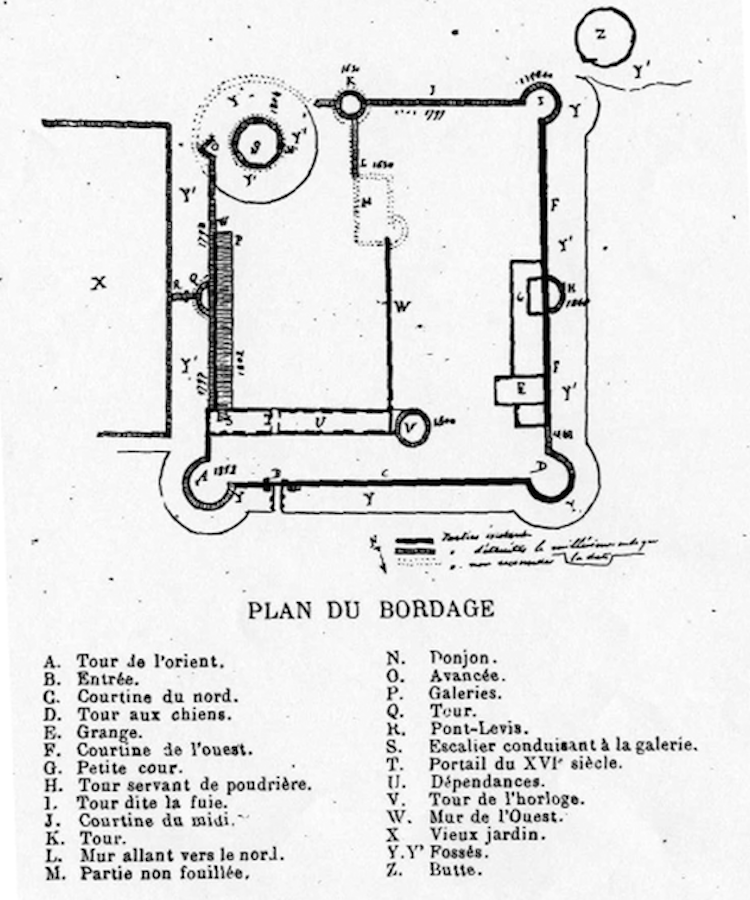